# San Paolo d'Argon
San Paolo d'Argon es una localidad y comune italiana de la provincia de Bérgamo, región de Lombardía, con 5.721 habitantes.

## Evolución demográfica
| Gráfica de evolución demográfica de San Paolo d'Argon entre 1861 y 2001 |
|                                                                         |
| Fuente ISTAT - elaboración gráfica de Wikipedia                         |